# Yakovlev Pchela
Il PCHELA-1T (in cirillico Пчела-1Т) è un aeromobile a pilotaggio remoto progettato dall'ufficio di progettazione (OKB) 115 diretto da Aleksandr Sergeyevič Jakovlev e sviluppato in Unione Sovietica negli anni novanta.
Il suo ruolo è la sorveglianza e l'osservazione del campo di battaglia con video downlink. Altri usi includono la designazione del bersaglio e l'essere il bersaglio durante le simulazioni.
Il Pchela viene lanciato con l'ausilio di due razzi a propellente solido, è viene recuperato mediante paracadute.

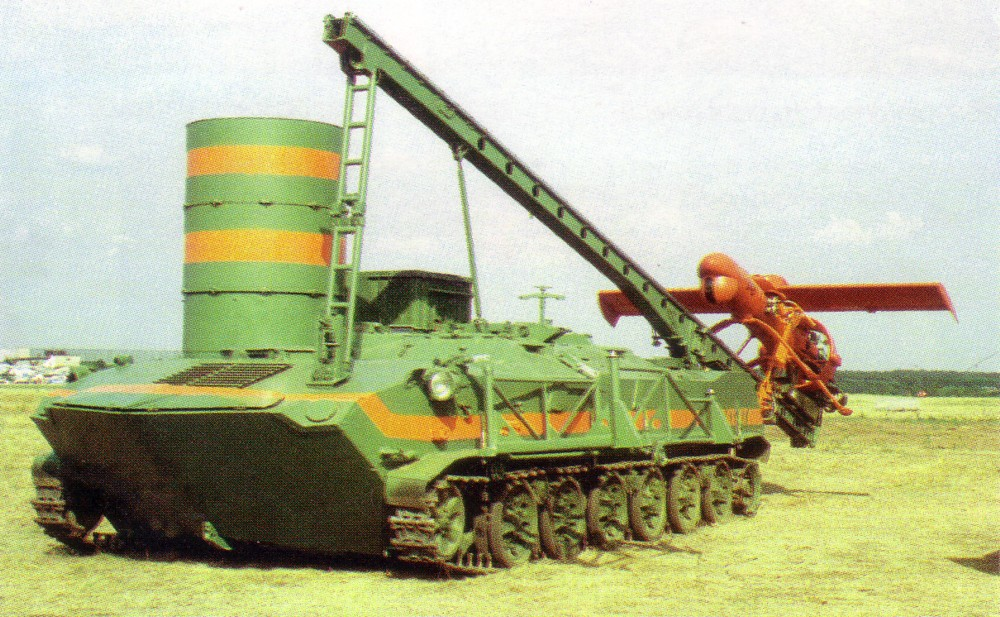
Vista per intero del Pchela sul veicolo per il lancio cingolato NPDU "Sterkh".

Il Pchela-1T ha un raggio di 60 km (37 miglia), vola ad un'altitudine di 100-2500 m (328-8,203 piedi) a 120-180 km/h (75-112 miglia orarie). Il peso massimo al decollo per questo veicolo è di 138 kg (304 libbre). La Yakovlev afferma che il velivolo ha un'autonomia di due ore.